# Aeroportul Internațional Gimhae
Aeroportul Internațional Gimhae (IATA: PUS, ICAO: RKPK) este un aeroport din Busan, Coreea de Sud ce deservește zona Busan. Aeroportul a fost tranzitat în 2022 de 10.027.097 de pasageri. A fost deschis în 1976.
Situat la o altitudine de 2 m, aeroportul dispune de 2 piste. Este operat de Korea Airports Corporation⁠(d).

## Infrastructură

### Piste
Aeroportul dispune de 2 piste. Pista 18R/36L are suprafața de beton și dimensiunile 3.200 m × 60 m. Pista 18L/36R are suprafața de asfalt și dimensiunile 2.745 m × 45 m. 

### Terminale
Aerogara are în componență 1 terminal, Gimhae Air Base⁠(d). 